# Erschließung (Grundstück)

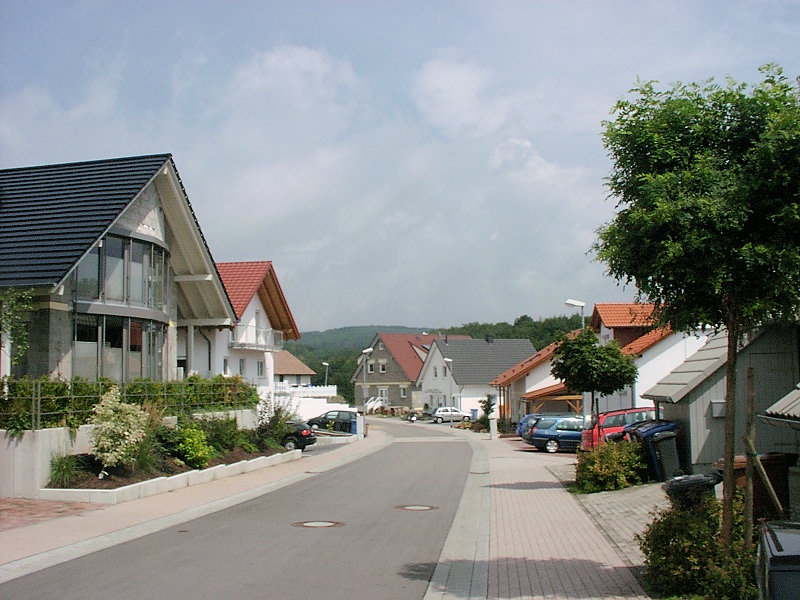
Voraussetzung für die Bebauung ist die gesicherte Erschließung der Grundstücke

Erschließung, auch Aufschließung umfasst die Gesamtheit von baulichen Maßnahmen und rechtlichen Regelungen zur Herstellung der Nutzungsmöglichkeiten eines oder mehrerer Grundstücke (Grundstückserschließung). Aufgrund des Erschließungsaufwandes (Erschließungskosten) ist meist ein Erschließungsbeitrag an die Kommunen zu entrichten. Die Gesamtheit der Maßnahmen im privaten Bereich zur Erschließung werden als Grundstücksanschluss bezeichnet.

## Grundlagen
Zu den baulichen Maßnahmen (so genannte Erschließungsanlagen) gehört
- der Anschluss an das öffentliche Straßen- und Wegenetz
- sowie an das Ver- und Entsorgungsnetz.

Im Sinne der rechtlichen Regelungen (beispielsweise Baugesetzbuch) bedingt die Bebaubarkeit eines Grundstückes (Status als Baugrundstück) das Vorhandensein von Erschließungsanlagen. Zu diesem Zweck wird eine so genannte Vorauserschließung durchgeführt. Dabei werden die Erschließungsanlagen vor Beginn der Hochbaumaßnahmen fertiggestellt.
Vielfach wird auch von der Baulanderschließung gesprochen, da in diesem Fall die Voraussetzung für die Bebauung eines Grundstückes erfüllt ist (gesicherte Erschließung) und sich das Bauerwartungsland in Bauland wandelt.
Unter Erschließung fällt aber auch das Zugänglichmachen von Gebieten im unbebauten Raum, also etwa Forststraßen für die Bewirtschaftung von Waldgrundstücken, Feldwege und Bringungswege für landwirtschaftliche Grundstücke, Wanderwege und die Beförderungsanlagen im alpinen Skisport und Sommertourismus, die Trassierung von Eisenbahn und Straße, der Bau von Flugplätzen und Ähnliches.
Grundsätzlich kann zwischen der inneren und der äußeren Erschließung unterschieden werden. Bei einer inneren Erschließung befinden sich alle oben genannten Einrichtungen innerhalb des Baugebietes, oder des Grundstückes, bei einer äußeren außerhalb des Baugebietes bzw. des Grundstückes. An die innere Erschließung schließt sich die Gebäudeerschließung oder Feinerschließung an.
Des Weiteren werden in der DIN 276 (Kostenermittlung im Hochbau) die Kosten für die Erschließung unterschieden nach öffentlicher Erschließung und nicht öffentlicher Erschließung.

## Erschließungsanlagen
Die Gesamtheit aller Erschließungsanlagen wird als Erschließungssystem bezeichnet. Zu den Erschließungsanlagen zählen:
- Anlagen der sozialen Infrastruktur:
  - Kinderspielplätze[3]

- Technische Erschließung:[3]
  - die Versorgungsleitungen für Energieversorgung (Strom, Gas, Fernwärme)
  - Telekommunikationsanlagen, wie Datenkommunikationleitungen, Telefonleitungen, Kabelfernsehen, Rohrpost etc.
  - Ableitungen für Schmutz- und Regenwasser wie Kanalisation, Anlagen zur Ableitung von Niederschlagswasser, oder Anlagen zur örtlichen Versickerung von Niederschlagswasser
  - die Anlagen der Trink- und Löschwasserversorgung
  - Anlagen zum Schutz von Baugebieten gegen schädliche Umwelteinwirkungen[2], wie zum Bsp. Anlagen die dem Schallschutz dienen

- Verkehrserschließung:
  - nicht öffentliche (meist private) Anlagen, die demselben Zweck dienen (private Erschließungsstraße)
  - nicht öffentliche (private) Straßen und Wege, welche ebenfalls aus den unterschiedlichsten Regelungen oder Umständen nicht allgemein mit Fahrzeugen oder Kraftfahrzeugen benutzt werden dürfen
  - öffentliche aus rechtlichen oder tatsächlichen Gründen mit Kraftfahrzeugen nicht befahrbare Verkehrsanlagen innerhalb der Baugebiete (beispielsweise Fußwege, Wohnwege)[2]
  - öffentliche zum Anbau bestimmte Straßen, Wege und Plätze[2] (Erschließungsstraße, auch Aufschließungsstraße genannt)
  - Parkflächen (Erschließungsparkflächen) und Grünanlagen (Erschließungsgrün)[2]
  - Sammelstraßen innerhalb der Baugebiete, das sind öffentliche Straßen, Wege und Plätze, die selbst nicht zum Anbau bestimmt, aber zur Erschließung der Baugebiete notwendig sind[2]